# نیما عسگری

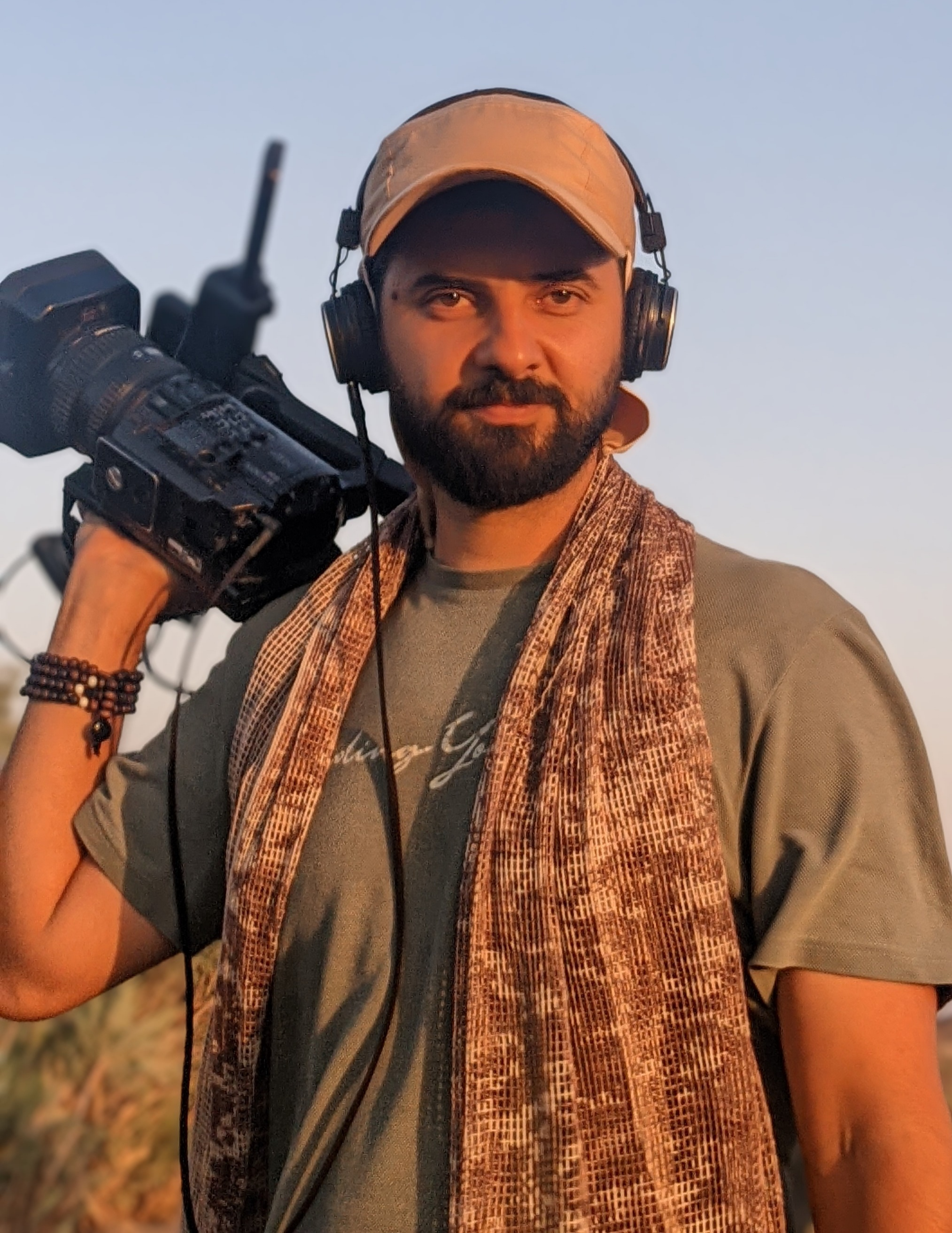
نیما عسگری، کارگردان و تصویربردار فیلم‌های محیط زیستی

نیما عسگری (متولد ۳۱ فروردین ۱۳۶۱) کارگردان و تصویربردار ایرانی است که برای تولید مستندهای محیط‌زیستی و حیات‌وحش خود شناخته می‌شود. وی فارغ‌التحصیل علوم محیط‌زیست از دانشگاه منابع طبیعی است و فعالیت خود را به عنوان پژوهشگر و تصویربردار با تمرکز بر گونه‌های در معرض خطر در ایران آغاز کرد.
مستند محیط‌بان و پلنگ (۲۰۱۷)، در بخش «انسان و طبیعت» جشنواره بین‌المللی فیلم حیات‌وحش جکسون هول در ایالات متحده آمریکا (۲۰۱۷) به عنوان بهترین فیلم شناخته شد و جایزه بهترین تولید مستقل را در جشنواره فیلم Green Screen آلمان (۲۰۱۸) دریافت کرد.
او همچنین به عنوان یکی از اعضای هیئت داوران جشنواره فیلم طبیعت ماتسالو در استونی فعالیت داشته است.

## فیلم‌شناسی
- محیط بان و پلنگ (۲۰۱۷)[۷][۸][۹]
- هوبره (۲۰۱۸)[۱۰]
- رؤیای امید (۲۰۲۱)
- لحظه‌های وحشی ایران (مجموعه تلویزیونی، ۲۵ قسمت، ۲۰۲۳)
- کەڤۆکی بۆکان (۲۰۲۴)[۱۱]
- پسر سبز طبیعت (۲۰۲۴)[۱۲]

## جوایز
- بهترین فیلم، بخش «انسان و طبیعت» – جشنواره بین‌المللی فیلم حیات‌وحش جکسون هول، ایالات متحده آمریکا (۲۰۱۷) برای محیط بان و پلنگ.[۱۳][۱۴]
- بهترین تولید مستقل – جشنواره فیلم گرین اسکرین، آلمان (۲۰۱۸) برای محیط بان و پلنگ.[۱۵]
- بهترین فیلم – جشنواره فیلم گران پارادیزو، ایتالیا (۲۰۱۸) برای محیط بان و پلنگ.[۱۶]
- بهترین کارگردان – جشنواره سینما حقیقت، ایران (۲۰۱۸) برای محیط بان و پلنگ.[۱۷]
- جایزه بزرگ و بهترین کارگردان – جشنواره فیلم طبیعت ماتسالو، استونی (۲۰۲۲) برای هوبره.[۱۸][۱۹]